# Suhrer See und Umgebung
Das Naturschutzgebiet Suhrer See und Umgebung im Kreis Plön in Schleswig-Holstein steht seit dem Jahr 2003 unter Naturschutz und ist Teil des Schutzgebietsnetzwerks Natura 2000.

## Beschreibung
Das Naturschutzgebiet liegt in der Holsteinischen Schweiz umgeben von einer hügeligen Moränenlandschaft, in einem Sandergebiet. Es umfasst etwa 270 Hektar und schließt den Suhrer See, den Großen Madebrökensee und den Kleinen Ukleisee mit ihren Ufergebieten ein. Nur geringe Teile des Gebietes sind landwirtschaftlich genutzt.  Die Uferbereiche bilden feuchte Bruchwälder mit einem Erlen-, Weiden- und Eschenbestand. Am Südwestufer des Suhrer Sees befindet sich ein kleiner Moorwald, in dem Torfmoose, Wollgras und Pfeifengras heimisch sind. Hohe Wasserstände und nährstoffarmer Boden sind typisch für diese Biotope, auch der Suhrer See ist sehr nährstoffarm, an einigen Uferstellen kommt der stark gefährdete Schneidried vor.

## Entstehung
Zwischen den durch Vorstöße von Gletscherzungen gebildeten Endmoränen entstanden durch das Abschmelzen nährstoffarme Schotter- und Sandflächen, in denen sich das mit dem Eis transportierte Geröll sammelte. Noch vorhandener Nährstoff wurde durch das Schmelzwasser abtransportiert. In den Senken bildeten sich nährstoffarme Seen, Landwirtschaft spielte auf dem unfruchtbaren Untergrund in der Vergangenheit keine große Rolle. Aufgrund dieser Umstände konnte der Suhrer See seine große Artenvielfalt im klaren Wasser erhalten.

## Schutz und Pflegemaßnahmen

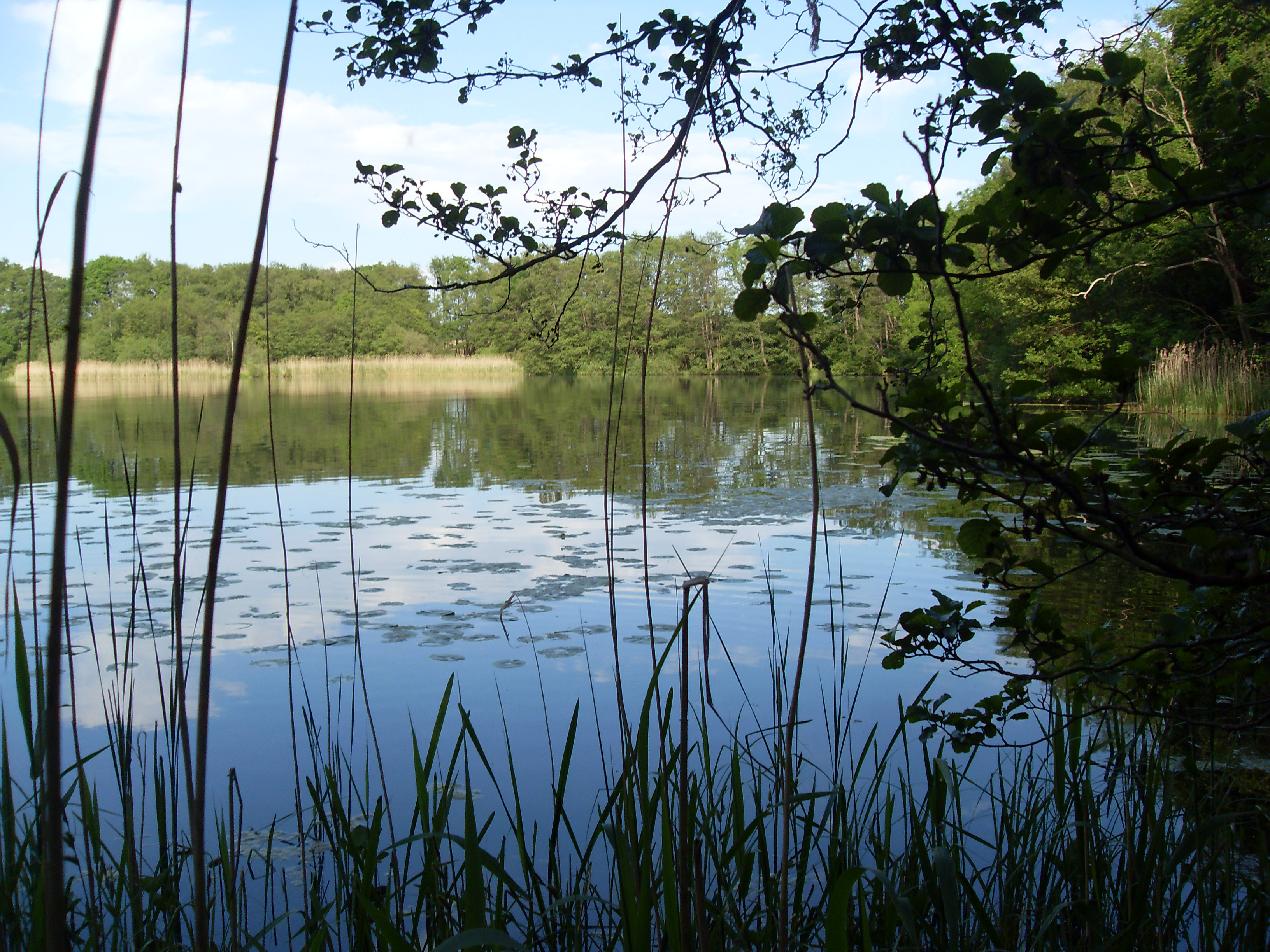
Blick auf den Suhrer See von Südwesten

In den Wäldern wurde der untypische Nadelholzanteil reduziert und der Eintrag von Nährstoffen aus dem umliegenden Gebiet soll verringert werden. Unter der sich im Süden befindlichen Bundesstraße 76 wurde ein Otterdurchlass gebaut und die Ufer im Bereich der Stadtheide wurden renaturiert. Eine Nutzung des Waldes durch die Forstwirtschaft findet nicht mehr statt. Zum Schutz der Wasservögel ist Wassersport im Gebiet nicht gestattet. Im Naturschutzgebiet ist ein gutes Wegenetz mit mehreren Aussichtspunkten angelegt, einige Badestellen sind vorhanden.